# Bun (juridic)
Cu sintagma bun juridic se face referință la bunuri materiale (tangibile) cât și la bunuri imateriale (intangibile), bunuri care sunt protejate la modul efectiv prin intermediul materiei Drept, adică, sunt valori legalizate (precum: sănătatea, viața, etc.)

## Conceptul
Conceptul dogmatic de bun juridic, scos în evidență de Birnbaum la mijlocul secolului al XIX-lea, se referă la acele bunuri care sunt efectiv protejate de materia numita Drept. Această concepție este mult prea abstractă, și prin urmare, nu se află în deplină conformitate cu delimitatoarea funcțiune a lui ius puniendi.
Conform lui von Liszt, și sub un material concepție de drept legal, originea sa rezidă în interesul vieții sociale existente mai înainte de apariția și existenta ca materie a materiei numite Drept și a izvorât din acele existente relații sociale informale. Interesul social nu se convertește în bun juridic până când acesta nu intră în custodia, în protecția Dreptului (ca materie).
Conceptul de politică penală asupra bunului juridic are în continuă intenție distingerea bunului juridic  de bunul moral, sau încearcă să plazmeze un clivaj (o scindare) între conceptul Moral și conceptul Drept, care în multe rânduri pot coincide în nenumărate aspecte, și nu trebuie confundate intre ele, în nici un caz. Această concepție de bun juridic este fruct al conceptului Stat social și democratic de Drept, și având în vedere dimensiunea sa socială, pretinde o ulterioara concretizare a sferei de acțiune a Dreptului penal în momentul în care tutelează interese difuze.
Dreptul penal își are "rațiune de a fi" doar în cadrul conceptului Stat social, deoarece acesta este sistemul care garantează protecția societății prin intermediul tutelei bunurilor sale juridice, în a sa calitate de interese foarte importante pentru sistemul social și, prin urmare, protejabile de către materia numită Drept penal.